# Neyyattinkara
Neyyattinkara (o Neyattinkara) è una suddivisione dell'India, classificata come municipality, di 69.435 abitanti, situata nel distretto di Thiruvananthapuram, nello stato federato del Kerala. In base al numero di abitanti la città rientra nella classe II (da 50.000 a 99.999 persone).

## Geografia fisica
La città è situata a 8° 24' 0 N e 77° 4' 60 E e ha un'altitudine di 25 m s.l.m..

## Società

### Evoluzione demografica
Al censimento del 2001 la popolazione di Neyyattinkara assommava a 69.435 persone, delle quali 34.049 maschi e 35.386 femmine. I bambini di età inferiore o uguale ai sei anni assommavano a 7.202, dei quali 3.669 maschi e 3.533 femmine. Infine, coloro che erano in grado di saper almeno leggere e scrivere erano 56.770, dei quali 28.591 maschi e 28.179 femmine.